# Darcy Hadfield
Darcy Clarence Hadfield (* 1. Dezember 1889 in Awaroa; † 15. September 1964 in Auckland) war ein neuseeländischer Ruderer.

## Karriere
Darcy Hadfield kam an der Tasman Bay / Te Tai-o-Aorere als Sohn des Bauern William Welby Hadfield und seiner Frau Martha Adele Ann Snow zur Welt. Nachdem er im Alter von 13 Jahren die Schule in Awaroa verlassen hatte, arbeitete er auf der Farm seiner Familie und lernte von seinem Vater die Grundlagen der Tischlerei und des Bootsbaus. 1910 zog er nach Auckland, wo er als Schiffsbauer an der Werft von Charles Bailey und später bei der Union Steam Ship Company tätig war. Bei Baileys Werft wurde er von Kollegen überzeugt, dem Waitemata Boating Club beizutreten. Bei seiner ersten Regatta im Rudersport in der Saison 1910/11 siegte er direkt im Vierer. Es folgten weitere Siege. 1913 wurde er erstmals Neuseeländischer Meister im Einer und konnte dies zweimal bis zum Ausbruch des Ersten Weltkriegs wiederholen. Am 29. August 1916 heiratete Hadfield in Auckland die Verkäuferin Sereta May Coyle. Kurze Zeit nach seiner Hochzeit diente er beim 1. Bataillon des Auckland Infantry Regiment. 1917 wurde er im belgischen Passendale verwundet und nach England gebracht. Er erholte sich und kehrte auf das Schlachtfeld zurück, jedoch musste er erneut wegen einer Bronchitis nach England zurückkehren, wo er bis Kriegsende verweilte. Im Juli 1919 siegte Hadfield bei der Royal Henley Peace Regatta im Einer und konnte dabei unter anderem den Olympiasieger von 1912, William Kinnear, besiegen. Auch bei den Interalliierten Spielen dominierte er die Konkurrenz. Philippe Pétain, der französische Oberbefehlshaber, nahm dabei die Siegerehrung vor und Hadfield gewann eine goldene Stoppuhr. Als die neuseeländischen Rudermeisterschaften 1920 wieder aufgenommen wurden, siegte Hadfield im Einer sowie im Doppelzweier mit A. White. Aufgrund seiner Leistungen wurde er schließlich für die Olympischen Spiele 1920 in Antwerpen nominiert. Aufgrund seiner langen Anreise hatte Hadfield, im Gegensatz zu den Europäern und Amerikanern, wenig Möglichkeiten zu trainieren. Trotzdem gelang es ihm in der Einer-Regatta die Bronzemedaille zu gewinnen. Durch dieses Ergebnis war er der erste neuseeländische Medaillengewinner bei Olympischen Spielen. 
Noch bevor Hadfield von den Spielen zurückkehrte, kam sein erstes Kind, eine Tochter, zur Welt. Später wurde er Vater von zwei Söhnen. 1922 wurde Hadfield Profi und forderte Richard Arnst bei der Weltmeisterschaft im Skullen heraus. Jeder Ruderer setzte dabei 200 Pfund ein. Das Rennen, welches am 5. Januar auf dem Whanganui River ausgetragen wurde, konnte Hadfield mit 10 Längen Vorsprung für sich entscheiden. Drei Monate später konnte Hadfield am gleichen Ort seinen Titel gegen den Australier Jim Paddon jedoch nicht verteidigen. Auch ein Jahr später unterlag Hadfield Paddon erneut. Daraufhin zog er sich vom aktiven Rudersport zurück und war fortan als Trainer und Bootsreparateur tätig.